# Tenczynek
Tenczynek je vesnice v severozápadní části Malopolského vojvodství. V roce 2010 měla 3 436 obyvatel.

## Infrastruktura
- kostel
- škola
- hřiště LKS Tęcza
- hřbitov
- sbor dobrovolných hasičů

## Náboženství
- římskokatolická církev: farnost sv. Kateřiny
- Svědkové Jehovovi: sbor Tenczynek